# Berlandiera betonicifolia
Berlandiera betonicifolia là một loài thực vật có hoa trong họ Cúc. Loài này được (Hook.) Small mô tả khoa học đầu tiên năm 1903.